# Liste des dirigeants des îles du royaume des Pays-Bas aux Antilles
Cette page dresse la liste des dirigeants des îles du royaume des Pays-Bas aux Antilles en 2020.
Après la dissolution de la fédération des Antilles néerlandaises en 2010, trois des six îles sont devenues des pays autonomes du royaume des Pays-Bas : Aruba, Curaçao et Saint-Martin, chacun avec un gouverneur, représentant du Royaume, et un premier ministre, qui préside le parlement de l'île. Les trois autres îles : Bonaire, Saba et Saint-Eustache sont devenues des municipalités à caractère particulier des Pays-Bas, chacune avec un administrateur qui préside le conseil municipal de l'île.

## Dirigeants des îles du royaume des Pays-Bas aux Antilles
| Île            | Population | Statut                 | Nom                     | Depuis (le)                                 | Fonction précédente |
| -------------- | ---------- | ---------------------- | ----------------------- | ------------------------------------------- | --- |
| Aruba          | 115 120    | Gouverneur             | Alfonso Boekhoudt       | 1er janvier 2017                            | Ministre plénipotentiaire d'Aruba au royaume des Pays-Bas (représentant d'Aruba dans le conseil (des ministres) du royaume des Pays-Bas) |
| Aruba          | 115 120    | Premier ministre       | Evelyn Wever-Croes      | 17 novembre 2017                            | Membre des États d'Aruba |
| Bonaire        | 18 905     | Administrateur         | Edison Rijna            | 1er mars 2014,                              | Président-fondateur de la première entreprise de recyclage de déchets de Bonaire                                                         |
| Curaçao        | 149 648    | Gouverneur             | Lucille George-Wout     | 4 novembre 2013                             | En 2000 ministre du travail et des affaires sociales de l'ancien état autonome des Antilles néerlandaises                                |
| Curaçao        | 149 648    | Premier ministre       | Eugene Rhuggenaath      | 29 mai 2017                                 | Ministre du développement économique de Curaçao                                                                                          |
| Saba           | 1 991      | Administrateur         | Jonathan Johnson        | 2 juillet 2008, confirmé le 10 octobre 2010 | Directeur de la Saba Comprehensive School de St. Johns                                                                                   |
| Saint-Eustache | 3 193      | Commissaire du Royaume | Marcolino Franco (Mike) | 1er février 2018                            | Président des États de Curaçao (2012-2016)                                                                                               |
| Saint-Martin   | 37 224     | Gouverneur             | Eugene Holiday          | 10 octobre 2010                             | Directeur de Windward Islands Airways et Directeur gestionnaire de l'Aéroport international Princess Juliana                             |
| Saint-Martin   | 37 224     | Premier ministre       | Leona Marlin-Romeo      | 15 janvier 2018                             | Membre des États de Saint-Martin |